# Sigrid Thornton
Sigrid Thornton, född 12 februari 1959 i Canberra, Australien, är en australisk skådespelare.

## Filmografi i urval
- Kvinnofängelset (1979–1980; Roslyn Coulson)
- Mannen från Snowy River (1982)
- Floden blev mitt liv (1984)
- Paradise, Vilda västern (1988)